# آن سو هی
آن سو هی (به انگلیسی: Ahn So-hee) یا سوهی (زاده ۲۷ ژوئن ۱۹۹۲) بازیگر و خواننده اهل کره جنوبی است. از فیلم‌ها و سریال‌های معروف او می‌توان به بازی در قطار بوسان و خنده در وایکیکی ۲ اشاره کرد. او عضو گروه واندر گرلز بود.